# Dai Sijie
Dai Sijie (chinesisch 戴思傑 / 戴思杰, Pinyin Dài Sījié, * 2. März 1954 in Chengdu, Provinz Sichuan, Volksrepublik China) ist ein in Frankreich lebender chinesischer Schriftsteller, Drehbuchautor und Regisseur.

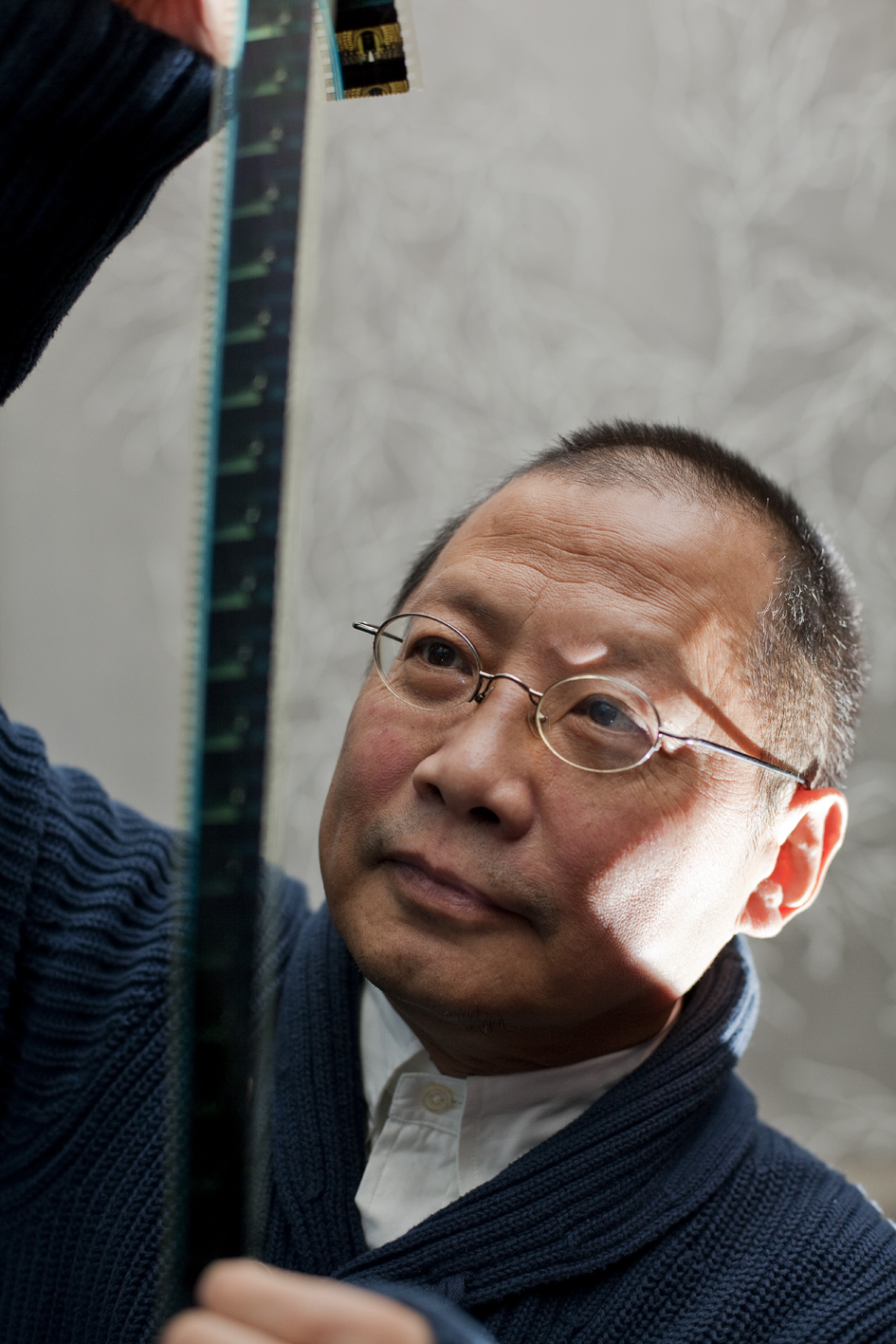
Dai Sijie (2012)

## Leben
Dai Sijie wurde als Sohn eines Mediziners geboren. Von 1971 bis 1974 wurde er im Zuge der kulturellen Umerziehung in ein Bergdorf in Sichuan verschickt. Angestellt in einem Gymnasium in der Provinz, studierte er nach Maos Tod Kunstgeschichte und emigrierte 1984 nach Paris. Seine Erfahrungen aus der Umerziehung dienten ihm später als Inspiration für seinen ersten Roman Balzac und die kleine chinesische Schneiderin, der ein großer internationaler Erfolg und 2002 in einer französisch-chinesischen Produktion verfilmt wurde. Zu diesem Film schrieb Dai auch das Drehbuch und führte Regie.

## Auszeichnungen
- 2000 Prix Relay du Roman d'Evasion für Balzac und die kleine chinesische Schneiderin, sowie
- 2000 Prix Edmée de la Rochfoucault' für den gleichen Roman und
- 2001 Prix Roland de Jouvenel für den gleichen Roman.
- Prix Femina für seinen Roman Muo und der Pirol im Käfig.

## Werke
Bücher
- Der kleine Trommler: Drei chinesische Geschichten (Trois Vies chinoises, Paris 2011) Piper, München 2012. (aus dem Französischen von Eike Findeisen)
- L'acrobatie aérienne de Confucius. Roman. Flammarion, Paris 2009, ISBN 978-2-08-121313-5.
- Balzac und die kleine chinesische Schneiderin. Roman („Balzac et la petite tailleuse chinoise“). Neuaufl. Piper, München 2007, ISBN 978-3-492-25079-5 (aus dem Französischen übersetzt durch Giò Waeckerlin Induni)[1].
- Muo und der Pirol im Käfig. Roman („Le complexe de Di“). Piper, München 2005, ISBN 978-3-492-24520-3 (aus dem Französischen von Giò Waeckerlin Induni).
- Wie ein Wanderer in einer mondlosen Nacht. Roman („Par une nuit où la lune ne s'est pas levée“). Neuaufl. Piper, München 2010, ISBN 978-3-492-26373-3 (aus dem Französischen übersetzt von Giò Waeckerlin Induni).

Hörbücher
- Balzac und die kleine chinesische Schneiderin. Hörbuch. Steinbachs Sprechende Bücher, Schwäbisch Hall 2009, ISBN 978-3-88698-732-0 (5 CDs, gelesen von Edgar M. Böhlke).
- Wie ein Wanderer in einer mondlosen Nacht. Hörbuch. Steinbach Sprechende Bücher, Schwäbisch Hall 2009, ISBN 978-3-88698-959-1 (6 CDs, gelesen von Svenja Wasser, Werner Rehm und Patrick Heppt).

## Filmografie
- 1989: China, mein Schmerz (Niu-Peng) - (Regie und Drehbuch), ausgezeichnet mit dem Prix Jean Vigo
- 1994: Le mangeur de lune  - (Regie und Drehbuch)
- 1996: La plante humaine - (Darsteller)
- 1998: Nguol thù  - (Regie und Drehbuch)
- 2002: Balzac und die kleine chinesische Schneiderin (Xiao cai feng)  - (Regie und Drehbuch)
- 2006: Die Töchter des chinesischen Gärtners (Les filles du botaniste chinois)  - (Regie und Drehbuch)